# Carl Roesch (Politiker)

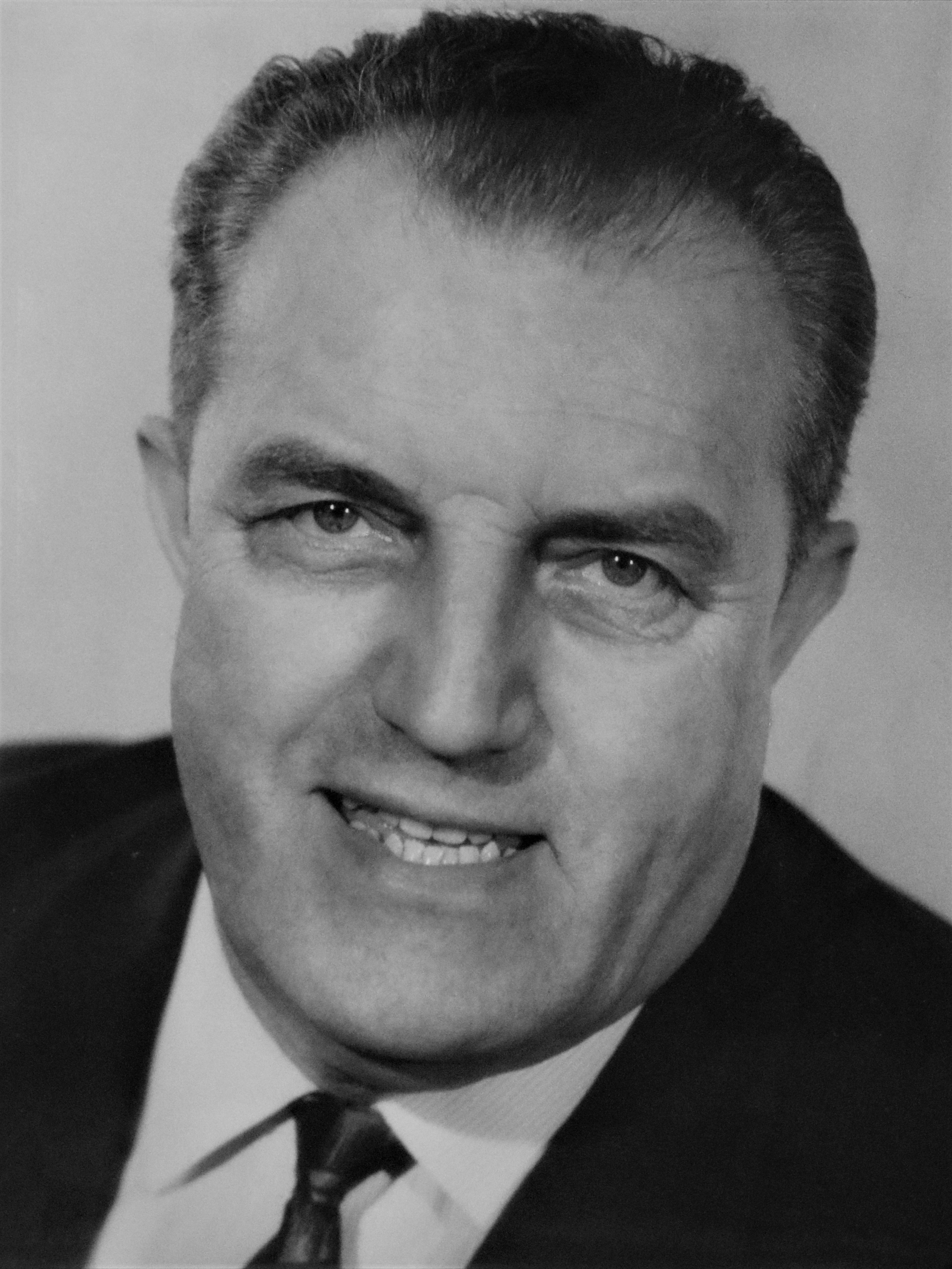
Carl Roesch war Politiker im Deutschen Bundestag in den 1950er und 1960er Jahren.

Carl Ludwig Roesch (* 13. Juni 1905 in Nürnberg; † 23. Dezember 1984 in Fellbach) war ein deutscher Politiker (SPD).

## Leben und Beruf
Roesch war ein Sohn des Kaminkehrermeisters Ludwig Roesch und dessen Ehefrau Anna, geb. Hauser. Nach dem Volksschulabschluss und dem Besuch des Humanistischen Gymnasiums in Landau in der Pfalz absolvierte Roesch eine Banklehre. Er arbeitete von 1922 bis 1924 als Angestellter bei der Pfälzischen Landwirtschaftsbank und anschließend beim Verband landwirtschaftlicher Genossenschaften in Landau. Im Sommersemester 1925 nahm er das Studium an der Hochschule für Sozial- und Wirtschaftswissenschaften in Nürnberg auf, das er mit der Prüfung zum Diplom-Kaufmann sowie mit der Zulassung als Diplom-Handelslehrer beendete. Darüber hinaus wurde er von der Eberhard Karls Universität Tübingen mit einer Arbeit über Die privatwirtschaftlichen Grundlagen der Erwerbs- und Wirtschaftsgenossenschaften zum Doktor der Staatswissenschaften promoviert.
1930 wurde Roesch Diplom-Handelslehrer an der Heeresfachschule der Reichswehr in Nürnberg. Nach der Machtübernahme der Nationalsozialisten wurde er aus politischen Gründen entlassen und trat eine Stelle als Landesgeschäftsführer bei der Vereinigten Tierversicherung in Stuttgart an. Er nahm als Soldat am Zweiten Weltkrieg teil und geriet in sowjetische Gefangenschaft, aus der er 1949 entlassen wurde.
Nach seiner Rückkehr aus der Kriegsgefangenschaft kehrte Roesch in seine Stellung als Landesgeschäftsführer für Baden-Württemberg bei der Vereinigten Tierversicherung a. G. zurück (bis 1970). Nach 1970 arbeitete er als Generalagent der Vereinigten Tierversicherung a. G. und der R + V Vereicherung AG in Wiesbaden (bis 1979).
Roesch war Vorstandsmitglied des Verbandes Deutscher Diplom-Kaufleute in Berlin und Vorsitzender der Deutschen Gesellschaft für Betriebswirtschaft in Stuttgart.

## Partei
Roesch trat 1957 in die SPD ein.

## Abgeordneter
Roesch war in den 1950er- und 1960er-Jahren Ratsmitglied der Gemeinde Fellbach und Mitglied des Kreistags des Landkreises Waiblingen. Dem Deutschen Bundestag gehörte er von 1961 bis 1965 an. Im Parlament vertrat er den Wahlkreis Waiblingen.

## Ehrenämter
Roesch war unter anderem Präsident der Wilhelm-Vershofen-Gesellschaft e. V., Präsident der Arbeitsgemeinschaft der Landesverbände deutscher Ziegenzüchter (1968–1983, ab 1983 Ehrenpräsident), stellvertretender Vorsitzender des Tierschutzvereins Stuttgart und Vizepräsident des Verbandes der Heimkehrer.

## Auszeichnungen
- Friedrich-List-Medaille
- Max-Eyth-Denkmünze in Silber der Deutschen Landwirtschafts-Gesellschaft